# 393P/Spacewatch-Hill
393P/Spacewatch-Hill è una cometa periodica appartenente alla famiglia delle comete gioviane. La cometa è stata scoperta il 25 settembre 2009 e ritenuta un asteroide, come tale denominata 2009 SK280 , la sua natura cometaria è stata scoperta il 15 ottobre 2009 mentre nel frattempo erano state scoperte immagini risalenti al 17 settembre 2009 : la sua riscoperta il 24 settembre 2019 ha permesso di numerarla .

## Orbita
La cometa presenta una piccola MOID col pianeta Giove: questa piccola MOID con Giove comporta passaggi molto ravvicinati tra i due corpi con conseguenti cambiamenti, anche drastici, degli elementi orbitali della cometa. I due corpi celesti sono passati il 2 maggio 1994 a sole 0,129 UA di distanza: tale passaggio ha cambiato gli elementi orbitali della cometa in quelli attuali .